# Ljubljanska obvoznica
Ljubljanska obvoznica (tudi avtocestni obroč/ring) je sklenjeni sistem avtocest in cest, ki tečejo okoli razširjenega centra Ljubljane z namenom, da razbremenijo mestni promet. 
Zaradi strateško pomembnega položaja in skoncetriranega gospodarskega življenja je obvoznica najbolj obremenjena cesta v Sloveniji. Povprečni letni dnevni promet (PLDP) tako znaša več kot 70.000 vozil. Najbolj obremenjena dela sta odsek Zadobrova-Zaloška (leta 2009 78.500 vozil) in odsek Koseze-Brdo (leta 2009 74.000 vozil).
Avtocestni obroč je del slovenskega avtocestnega sistema in je za vožnjo po njej zahtevana uporaba vinjete. Na obvoznici ni cestninskih postaj, uporaba je plačljiva šele od 1. julija 2008, ko je bil v Sloveniji uveden ta plačilni sistem.